# Siateczka śródplazmatyczna

Schematyczny obraz jądra komórkowego, siateczki śródplazmatycznej i aparatu Golgiego.
1. jądro komórkowe
2. por jądrowy
3. siateczka śródplazmatyczna szorstka (rER)
4. siateczka śródplazmatyczna gładka (sER)
5. rybosom na rER
6. białka transportowane
7. pęcherzyk transportowy
8. aparat Golgiego
9. biegun cis aparatu Golgiego
10. biegun trans aparatu Golgiego
11. cysterna aparatu Golgiego

Siateczka śródplazmatyczna, retikulum endoplazmatyczne, siateczka wewnątrzplazmatyczna (łac. reticulum endoplasmaticum, complexus reticuli cytoplasmatici) – wewnątrzkomórkowy i międzykomórkowy system kanałów odizolowanych od cytoplazmy podstawowej błonami (membranami) biologicznymi. Tworzy nieregularną sieć cystern, kanalików i pęcherzyków.
W procesie frakcjonującego wirowania lizatu komórkowego błony siateczki śródplazmatycznej tworzą frakcję mikrosomalną.
Enzymem markerowym (markerem) ER jest glukozo-6-fosfataza.

## Typy
Rozróżnia się dwa typy siateczki:
- siateczka śródplazmatyczna szorstka – charakteryzująca się obecnością licznych rybosomów, osadzonych na jej zewnętrznej powierzchni, rozbudowywana w komórkach szybko rosnących oraz w komórkach, w których zachodzi biosynteza białek (na przykład w neuronach, komórkach nabłonka gruczołowego trzustki)
- siateczka śródplazmatyczna gładka – niezwiązana z rybosomami, rozwinięta w komórkach syntezujących niebiałkowe produkty organiczne (na przykład jelitowych, tłuszczowych). Jej specjalizacją jest niszczenie substancji toksycznych (detoksyfikacja); odpowiada też, między innymi, za syntezę tłuszczów (tworzenie oleosomów).

## Funkcje
- synteza białek (szorstkie) i tłuszczów (gładkie)
- uczestniczy w przemianach węglowodanów
- przeprowadza unieczynnianie toksyn i leków (szczególnie w komórkach wątroby)
- pozwala na szybkie transporty wewnątrzkomórkowe (cytoplazma jest w nim rzadsza)
- dzieli cytoplazmę komórki na przedziały (kompartmenty), co pozwala na przeprowadzenie w różnych przedziałach reakcji, które przeszkadzałyby sobie wzajemnie.

## Historia odkrycia
Pierwsze wzmianki o istnieniu w cytoplazmie komórki układów odpowiedzialnych za syntezę białek przeznaczonych na eksport datowane są na koniec XIX wieku. W roku 1887 francuski cytolog Charles Garnier zaobserwował i opisał obszary cytoplazmy w komórkach pęcherzykowych trzustki zwierząt najedzonych, a więc produkujących duże ilości zymogenu, który intensywnie barwi się indykatorami zasadowymi (na przykład błękitem anilinowym). Cytoplazma komórek pochodzących z trzustki zwierząt głodnych nie wykazywała takich właściwości. Zjawisko barwienia się cytoplazmy w pewnych jej obszarach Garnier nazwał bazofilią, natomiast obszary cytoplazmy – ergastoplazmą.
Podobnych obserwacji dokonali O. Hertwig w komórkach wątroby i J. Nissl w komórkach nerwowych. W roku 1950 T. Casperson ustalił skład ergastoplazmy komórek drożdży, posługując się analizą spektralną. Wyniki ujawniły obecność RNA. Kilka lat później J. Brachet, stosując wybiórcze barwienie się DNA i RNA, doszedł do podobnych wniosków. Aby przekonać się o słuszności swoich założeń, zastosował trawienie komórek rybonukleazą. Po tym zabiegu obszary zasadochłonne nie wybarwiały się, co świadczyło o zniszczeniu rybosomów związanych z tymi strukturami. W 1953 roku Keith Porter pierwszy opisał tubularne składniki cytoplazmy komórki, odpowiadające obszarom zasadochłonnym – ergastoplazmie. Nadał tym strukturom nazwę endoplasmic reticulum .